# Jan Pohan
Jan Pohan, rodným jménem Kurt Ferdinand Jüstl (7. prosince 1930 Karlovy Vary-Drahovice – 13. února 2015 Praha), byl český herec.
Svoji uměleckou dráhu začínal během své vojenské služby, kdy působil jako moderátor v Armádním uměleckém souboru Víta Nejedlého. Poté pět let působil v zájezdovém Vesnickém divadle (1955–1960). Vzhledem k tomu, že po řadu let působil v hereckém souboru Filmového studia Barrandov, hrál v poměrně velkém množství českých filmů.
Díky své velmi dobré znalosti němčiny, což byla vlastně také jeho mateřština, neboť jeho otec byl Němec, vystupoval často i v zahraničních filmech.
Byl také o velmi dobrým a známým dabingovým hercem (např. namluvil právníka Matlocka a komisaře Navarra). V roce 2001 dostal Cenu Františka Filipovského za celoživotní mistrovství v dabingu.
Když mu byly tři roky, otec zastřelil matku a pak zastřelil sebe. Druhá manželka, která byla letuškou, zemřela při nehodě letadla ČSA v Kanadě.
Oblíbil si svou chalupu na Kvildě č. p. 160, kde trávil značnou část roku..